# Yucca grandiflora
A Yucca grandiflora („nagyvirágú pálmaliliom”) a spárgafélék családjába, a pálmaliliom nemzetségbe tartozó, Mexikó északnyugati részén, Sonora és Chihuahua államokban honos növényfaj. Helyi, indián eredetű neve izote de sahuiliqui. Ritkasága miatt „speciális védelem” (protección especial) alatt áll.

## Előfordulása
A növényt eddig Mexikó két államában, Sonorában és Chihuahuában észlelték. Sonorában Alamos, Bacanora és Nacozari de García községekben találták meg, az utóbbiban volt olyan terület, ahol az egyedsűrűsége elérte a 25 példány/hektárt.
A Yucca grandiflora főként 600 és 1300 méter közötti tengerszint feletti magasságokban él lankás lejtőkön, ahol a talaj vulkanikus vagy meszes. Gyakran együtt fordul elő tölgyekkel és a Vachellia pennatula fajjal.

## Megjelenése
Az átlagosan 4–6 m magas növény levelei 70–100 (vagy akár 140) cm hosszúak, 4–5 cm szélesek, végük felé fokozatosan keskenyedők, sötétzöld színűek, simák, csillogók. Törzse kávé- vagy gesztenyebarna, kora előrehaladtával rostosodik. Februártól áprilisig nyíló szabálytalan bugavirágzata 70–100 cm hosszú, virágai 7–9 cm-esek. Májusra megérő nedvdús termése 20 cm hosszú, 5 cm átmérőjű, magjai nagyok, kerekdedek.